# 同餘關係
在数学特别是抽象代数中，同餘关系或简称同餘是相容于某个代数运算的等价关系。

## 模算术
元型例子是模算术：对于一个正整数n，如果a − b整除于n（还有一个等价的条件是它们除以n得出同样的餘数），则两个整数a和b被称为同餘模n。
例如，5和11同餘模3：
11 ≡ 5 (mod 3)
因为11 − 5得出6，它整除于3。或者等价的说，这两个数除以3得到相同的餘数：
11 = 3×3 + 2
5 = 1×3 + 2
如果{\displaystyle a_{1}\equiv b_{1}{\pmod {n}}}并且{\displaystyle a_{2}\equiv b_{2}{\pmod {n}}}，则{\displaystyle a_{1}+a_{2}\equiv b_{1}+b_{2}{\pmod {n}}}并且{\displaystyle a_{1}a_{2}\equiv b_{1}b_{2}{\pmod {n}}}。这把同餘(mod n)变成了在所有整数的环上的一个等价。

## 线性代数
两个实数矩阵A和B被称为合同的，如果存在可逆实数矩阵P使得
{\displaystyle P^{\top }AP=B}。
对称矩阵有实数特征值。对称矩阵的“惯性”是由正特征值的数目、零特征值的数目和负特征值的数目组成的三元组。Sylvester惯性定律声称两个对称实数矩阵是合同的，当且仅当它们有相同的惯性。所以，全等变换可以改变矩阵的特征值但不能改变特征值的符号。
对于复数矩阵，必须区分“T合同”（A和B是T合同，如果有可逆矩阵P使得PTAP = B）和“*合同”（A和B是*合同，如果有可逆矩阵P使得P*AP = B）。

## 泛代数
想法是推广到泛代数中：代数A上的同餘关系是直积A×A的子集，它既是在A上的等价关系又是A×A的子代数。  
同态的核总是同餘。实际上，所有同餘引起自核。对于给定在A上的同餘~，等价类的集合A/~可以自然的方式给出自代数的结构商代数。映射所有A的元素到它的等价类的函数是同态，这个同态的核是~。
在一个代数上的所有同餘关系的格是代数格。

## 群的同餘、正规子群和理想
在群的特殊情况下，同餘关系可以用基本术语描述为：如果G是群（带有单位元e）并且~是在G上的二元关系，则~是同餘只要：
1. 给定G的任何元素a，a ~ a（自反关系）。
2. 给定G任何的元素a和b，如果a ~ b，则b ~ a（对称关系）。
3. 给定G的任何元素a,b和c，如果a ~ b 并且b ~ c，则a ~ c（传递关系）。
4. 给定G的任何元素a,a',b和b' ，如果a ~ a' 并且b ~ b' ，则a * b ~ a'  * b' 。
5. 给定G的任何元素a和a' ，如果a ~ a' ，则a−1 ~ a' −1（这个条件可以从其他四个条件证明，所以严格上是冗餘的）。

条件1, 2和3声称~是等价关系。
同餘~完全确定自G的同餘于单位元的那些元素的集合{a ∈ G : a ~ e}，而这个集合是正规子群。特别是，a ~ b当且仅当b−1 * a ~ e。所以替代谈论在群上同餘，人们通常以正规子群的方式谈论它们；事实上，所有同餘都唯一的对应于G的某个正规子群。

### 环理想和一般情况的核
类似的技巧允许谈论环中的核为理想来替代同餘关系，在模理论中为子模来替代同餘关系。
这个技巧不适用于幺半群，所以同餘关系的研究在幺半群理论扮演更中心的角色。

## 引用
- Horn and Johnson, Matrix Analysis, Cambridge University Press, 1985. ISBN 0-521-38632-2.（Section 4.5 discusses congruency of matrices.）